# Discografia dei Coldrain
Questo è la discografia dei Coldrain, gruppo musicale giapponese formatosi nel 2007 a Nagoya.
Dopo aver pubblicato i suoi primi due maxi singoli, 8AM e Fiction, il gruppo ha pubblicato il suo album di debutto, Final Destination, nel 2009. Il primo EP, intitolato Nothing Lasts Forever, viene invece pubblicato nel 2010. Nel 2011 esce The Enemy Inside, che arriva alla 21ª posizione della classifica album della Oricon. In seguito al successo sempre maggiore in Giappone, lo stesso anno la band pubblica anche il suo primo DVD dal vivo, Three Days of Adrenaline.
Nel 2012 esce il secondo EP Through Clarity, realizzato con il produttore britannico David Bendeth, che raggiunge la 14ª posizione in classifica. Sempre con la produzione di Bendeth viene pubblicato nel 2013 il terzo album, The Revelation, che arriva alla 7ª posizione in Giappone e segnerà, l'anno successivo, il debutto internazionale dei Coldrain. In contemporanea all'uscita in Europa e in Nord America di The Revelation viene inoltre pubblicato, solo in Giappone, il terzo EP del gruppo, intitolato Until the End. Il 2014 vede anche l'uscita del primo album dal vivo del gruppo, Evolve.
Vena, quarto album in studio del gruppo, è stato pubblicato nell'ottobre 2015 in tutto il mondo, seguito dal doppio lato A Vena II, nel 2017. Separati dall'uscita del DVD 20180206 Live at Budokan, nel 2017 e nel 2020 escono gli album di inediti Fateless e The Side Effects. 
A inizio 2020 registrano il loro concerto Live & Backstage at Blare Fest. 2020 che viene pubblicato a ottobre dello stesso anno. Nel 2021 esce l'EP Paradise (Kill the Silence), che precede il settimo album Nonnegative, pubblicato nel 2022. 

## Album

### Album in studio
| Anno | Titolo | Classifica |
| Anno | Titolo | JPN        |
| ---- | --- | ---------- |
| 2009 | Final Destination - Data di pubblicazione: 28 ottobre 2009 - Etichetta: VAP - Formato: CD, download digitale               | 88         |
| 2011 | The Enemy Inside - Data di pubblicazione: 16 febbraio 2011 - Etichetta: VAP - Formato: CD, download digitale               | 21         |
| 2013 | The Revelation - Data di pubblicazione: 17 aprile 2013 - Etichetta: VAP, Hopeless Records - Formato: CD, download digitale | 7          |
| 2015 | Vena - Data di pubblicazione: 21 ottobre 2015 - Etichetta: VAP, Hopeless Records - Formato: CD, LP, download digitale      | 9          |
| 2017 | Fateless - Data di pubblicazione: 11 ottobre 2017 - Etichetta: Warner Music Japan - Formato: CD, download digitale         | 8          |
| 2019 | The Side Effects - Data di pubblicazione: 28 agosto 2019 - Etichetta: Warner Music Japan - Formato: CD, download digitale  | 10         |
| 2022 | Nonnegative - Data di pubblicazione: 6 luglio 2022 - Etichetta: Warner Music Japan - Formato: CD, download digitale        | 15         |

### Album dal vivo
| Anno | Titolo |
| ---- | --- |
| 2011 | Three Days of Adrenaline - Data di pubblicazione: 7 dicembre 2011 - Etichetta: VAP - Formato: DVD                                     |
| 2014 | Evolve - Data di pubblicazione: 30 aprile 2014 - Etichetta: VAP - Formato: CD+DVD, CD+BD                                              |
| 2018 | 20180206 Live at Budokan - Data di pubblicazione: 26 settembre 2018 - Etichetta: Warner Music Japan - Formato: CD+DVD, CD+BD          |
| 2020 | Live & Backstage at Blare Fest. 2020 - Data di pubblicazione: 20 ottobre 2020 - Etichetta: Warner Music Japan - Formato: DVD, Blu-ray |
| 2023 | 15x(5+U) Live at Yokohama Arena - Data di pubblicazione: 17 maggio 2023 - Etichetta: Warner Music Japan - Formato: DVD, Blu-ray       |

## Extended play
| Anno | Titolo | Classifica |
| Anno | Titolo | JPN        |
| ---- | --- | ---------- |
| 2010 | Nothing Lasts Forever - Data di pubblicazione: 13 giugno 2010 - Etichetta: VAP - Formato: CD, download digitale                     | 63         |
| 2012 | Through Clarity - Data di pubblicazione: 4 luglio 2012 - Etichetta: VAP - Formato: CD, download digitale                            | 14         |
| 2014 | Until the End - Data di pubblicazione: 18 giugno 2014 - Etichetta: VAP - Formato: CD, download digitale                             | 17         |
| 2021 | Paradise (Kill the Silence) - Data di pubblicazione: 17 settembre 2021 - Etichetta: Warner Music Japan - Formato: download digitale |            |

## Singoli
| Anno | Titolo                       | Classifica | Album di provenienza |
| Anno | Titolo                       | JPN        | Album di provenienza |
| ---- | ---------------------------- | ---------- | -------------------- |
| 2008 | Fiction                      | 181        | /                    |
| 2009 | 8AM                          | 111        | /                    |
| 2012 | No Escape                    | —          | Through Clarity      |
| 2013 | The Revelation               | —          | The Revelation       |
| 2014 | The War Is On                | —          | The Revelation       |
| 2015 | Words of the Youth           | —          | Vena                 |
| 2015 | Gone                         | —          | Vena                 |
| 2016 | Vena II                      | 21         | /                    |
| 2017 | Envy                         | —          | Fateless             |
| 2017 | Feed the Fire                | —          | Fateless             |
| 2018 | Revolution                   | —          | The Side Effects     |
| 2019 | Coexist                      | —          | The Side Effects     |
| 2019 | January 1st                  | —          | The Side Effects     |
| 2019 | Mayday (feat. Ryo Kinoshita) | —          | The Side Effects     |
| 2021 | Paradise (Kill the Silence)  | —          | Nonnegative          |
| 2022 | Calling                      | —          | Nonnegative          |
| 2022 | Before I Go                  | —          | Nonnegative          |
| 2022 | Bloody Power Fame            | —          | Nonnegative          |
| 2023 | New Dawn                     | —          | /                    |
| 2024 | Vengeance                    | —          | /                    |

## Videografia

### Album video
| Anno | Titolo | Classifica | Classifica  |
| Anno | Titolo | JPN DVD    | JPN Blu-ray |
| ---- | --- | ---------- | ----------- |
| 2011 | Three Days of Adrenaline - Data di pubblicazione: 7 dicembre 2011 - Etichetta: VAP - Formato: DVD                                | 31         | —           |
| 2014 | The Score 2007-2013 - Data di pubblicazione: 29 marzo 2014 - Etichetta: Doremi Music - Formato: DVD                              | —          | —           |
| 2014 | Evolve - Data di pubblicazione: 30 aprile 2014 - Etichetta: VAP - Formato: DVD, BD                                               | 12         | 13          |
| 2016 | Vena Japan Tour Live in Tokyo - Data di pubblicazione: 17 agosto 2016 - Etichetta: VAP - Formato: DVD                            | —          | —           |
| 2018 | 20180206 Live at Budokan - Data di pubblicazione: 26 settembre 2018 - Etichetta: Warner Music Japan - Formato: DVD, BD           | 9          | 24          |
| 2019 | Making The Side Effects - Data di pubblicazione: 28 agosto 2019 - Etichetta: Warner Music Japan - Formato: DVD                   | —          | —           |
| 2020 | Live & Backstage at Blare Fest. 2020 - Data di pubblicazione: 28 ottobre 2020 - Etichetta: Warner Music Japan - Formato: DVD, BD | 6          | 20          |
| 2023 | 15x(5+U) Live at Yokohama Arena - Data di pubblicazione: 17 maggio 2023 - Etichetta: Warner Music Japan - Formato: DVD, BD       | 11         | 16          |

### Video musicali
| Anno | Canzone                      | Regista         |
| ---- | ---------------------------- | --------------- |
| 2008 | Fiction                      | Suzuki Daisin   |
| 2009 | 8AM                          | Suzuki Daisin   |
| 2009 | Final Destination            | Suzuki Daisin   |
| 2010 | Die Tomorrow                 | Suzuki Daisin   |
| 2011 | To Be Alive                  | Maxilla         |
| 2011 | Rescue Me                    | Maxilla         |
| 2012 | No Escape                    | Maxilla         |
| 2012 | Six Feet Under               | Maxilla         |
| 2012 | Inside of Me                 | Maxilla         |
| 2013 | The Revelation               | Maxilla         |
| 2013 | The War Is On                | Inni Vision     |
| 2014 | Behind the Curtain           | Inni Vision     |
| 2014 | Aware and Awake              | Inni Vision     |
| 2014 | You Lie                      | Stuart Birchall |
| 2015 | Evolve                       | Inni Vision     |
| 2015 | Time Bomb                    | Inni Vision     |
| 2015 | Gone                         | Maxilla         |
| 2016 | Wrong                        | Inni Vision     |
| 2016 | The Story                    | Inni Vision     |
| 2016 | Fire in the Sky              | Inni Vision     |
| 2016 | Born to Bleed                | Inni Vision     |
| 2017 | Envy                         | Maxilla         |
| 2017 | R.I.P.                       | Maxilla         |
| 2019 | Revolution                   | Koh Yamada      |
| 2019 | Coexist                      | Takuya Oyama    |
| 2019 | January 1st                  | Koh Yamada      |
| 2019 | The Side Effects             | Inni Vision     |
| 2019 | Mayday (feat. Ryo Kinoshita) | Inni Vision     |
| 2020 | See You                      | Dajo Eberlei    |
| 2020 | Speak                        | Takuya Oyama    |
| 2021 | F.T.T.T                      | Koh Yamada      |
| 2021 | Paradise (Kill the Silence)  | Inni Vision     |
| 2022 | Calling                      | Koh Yamada      |
| 2022 | Before I Go                  | Inni Vision     |
| 2022 | Cut Me                       | Inni Vision     |
| 2024 | Vengeance                    | Takasuke Kato   |

## Video dal vivo
| Anno | Canzone                     | Regista     |
| ---- | --------------------------- | ----------- |
| 2011 | Adrenaline                  | Maxilla     |
| 2018 | Feed the Fire               | Inni Vision |
| 2018 | Bury Me                     | Inni Vision |
| 2018 | Runaway                     | Inni Vision |
| 2020 | Revolution                  | Jiei Mogi   |
| 2020 | Final Destination           | Jiei Mogi   |
| 2022 | Paradise (Kill the Silence) | Inni Vision |
| 2023 | Calling                     | Inni Vision |